# Estação Ferroviária de Tortosendo
A Estação Ferroviária de Tortosendo (nome anteriormente grafado como "Tortozendo"), é uma interface ferroviária da Linha da Beira Baixa, que serve a vila de Tortosendo, pertencente ao concelho da Covilhã e ao Distrito de Castelo Branco, em Portugal.

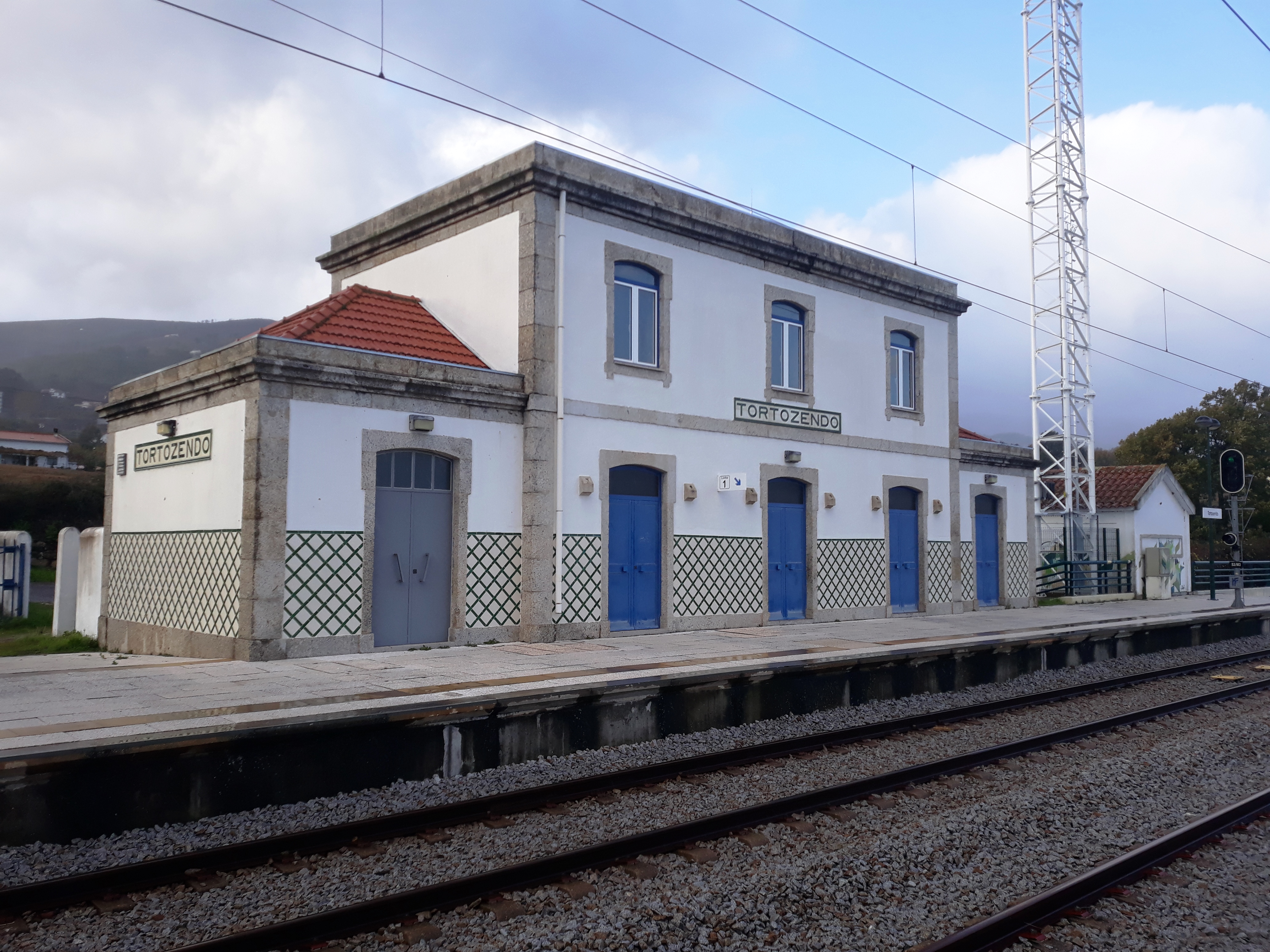
A estação de Tortosendo, em 2019.

## Descrição

### Localização e acessos
A estação situa-se a nascente do aglomerado populacional da localidade epónima, distando pouco menos de dois quilómetros da paragem de autocarro mais próxima.

### Infraestrutura
Esta interface apresenta duas vias de circulação (I e II), respetivamente de 470 e 468  m de extensão e ambas acessível por plataforma de 160 m de comprimento e 685 mm de altura. O edifício de passageiros situa-se do lado oés-noroeste da via (lado esquerdo do sentido ascendente, para Guarda).

### Serviços
Em dados de 2023, esta interface é servida por comboios de passageiros da C.P. de tipo regional, com quatro circulações diárias em cada sentido entre Castelo Branco ou Entroncamento ou Lisboa - Santa Apolónia e Guarda ou Covilhã.

## História
A estação situa-se no troço entre as Estações de Abrantes e Covilhã da Linha da Beira Baixa, que começou a ser construído nos finais de 1885, e entrou ao serviço em 6 de Setembro de 1891. Fez parte deste troço desde o princípio, contando originalmente com o nome de Tortozendo.